# Phú Quới
Phú Quới là một xã thuộc tỉnh Vĩnh Long, Việt Nam.

## Địa lý
Xã Phú Quới có vị trí địa lý:
- Phía đông giáp xã Long Hồ.
- Phía tây giáp xã Phú Hựu (tỉnh Đồng Tháp) và Tân Nhuận Đông (tỉnh Đồng Tháp).
- Phía nam giáp xã Song Phú và Cái Ngang.
- Phía bắc giáp phường Tân Hạnh và Phước Hậu.

Xã Phú Quới có diện tích 50,58 km², dân số năm 2025 là 49.669 người, mật độ dân số đạt 981 người/km².

## Lịch sử
Ngày 16 tháng 6 năm 2025, Ủy ban Thường vụ Quốc hội ban hành Nghị quyết số 1687/NQ-UBTVQH15 về việc sắp xếp các đơn vị hành chính cấp xã của tỉnh Vĩnh Long năm 2025. Theo đó, sắp xếp toàn bộ diện tích tự nhiên, quy mô dân số của các xã Lộc Hòa, Hòa Phú, Phú Quới và Thạnh Quới thành xã mới có tên gọi là xã Phú Quới.
Sau khi sáp nhập, xã Phú Quới có 50,58 km² diện tích tự nhiên và dân số 49,669 người.

## Hành chính
Xã Phú Quới được chia thành 7 ấp: Hòa Thạnh, Hòa Thạnh 1, Hòa Thạnh 2, Hòa Thạnh 3, Phước Lợi, Thạnh Lợi, Thạnh Phú.